# Gianluigi Paragone

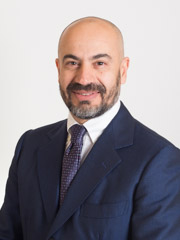
Gianluigi Paragone (2018)

Gianluigi Paragone (* 7. August 1971 in Varese) ist ein italienischer Politiker und Journalist, der im italienischen Senat seit 2018 den dritten Sitz der Region Lombardei vertritt. Bis Anfang 2020 gehörte er der Partei Movimento 5 Stelle (M5S) an, gründete jedoch am 23. Juli 2020 die EU-skeptische Partei Italexit für Italien (Italexit per l’Italia).

## Werdegang
Nachdem Paragone als Journalist für eine lokale Zeitung und einen lokalen Fernsehsender gearbeitet hatte, wurde er Herausgeber von La Padania, der offiziellen Zeitung der Lega Nord. Anschließend arbeitete er für die Zeitung Libero, deren stellvertretender Direktor er wurde und kurzzeitig Vittorio Feltri ersetzte. 2009 moderierte Paragone die politische Talkshow Malpensa Italia, die auf Rai 2 ausgestrahlt wurde. Am 5. August 2009 wurde er zum stellvertretenden Direktor von Rai 1 ernannt und gab daher die Geschäftsführung bei Libero auf. Am 24. September 2009 verließ Paragone die Leitung von Rai 1, um Vizedirektor von Rai 2 zu werden. Ab dem 15. Januar 2010 leitete er die politische Talkshow L'ultima parola auf Rai 2. 2013 trat er als stellvertretender Direktor von Rai 2 zurück. Anschließend wechselte er zu La 7, wo er die Talkshows La gabbia (2013–2017) und In onda (2015) leitete.
Bei den Parlamentswahlen in Italien 2018 wurde er zum Senator für die M5S gewählt. Bei der Bestätigung des Kabinetts Conte II enthielt er sich jedoch der Stimme. Am 1. Januar 2020 wurde Paragone offiziell aus dieser Partei ausgeschlossen, setzte jedoch seine Mitgliedschaft im Senat als unabhängiger Politiker fort. Im Juli 2020 startete Paragone seine eigene politische Bewegung, Italexit, mit dem Ziel, Italien aus der Europäischen Union herauszuholen. Hierfür nennt er Nigel Farage als Vorbild.